# Christophe Antoine Merlin
Pour les articles homonymes, voir Merlin.
Christophe Antoine Merlin, né le 27 mai 1771 à Thionville (Trois Évêchés) et mort le 8 mai 1839 à Paris, est un général français de la Révolution et de l’Empire.

## Biographie
Né en 1771 à Thionville, troisième frère cadet d'Antoine Merlin de Thionville, il entre au sein de l'armée comme sergent-major dans le 4e bataillon de volontaire de la Moselle le 15 août 1791, et est nommé sous-lieutenant au 105e régiment d'infanterie le 7 décembre de la même année. Il y devient lieutenant le 11 mai 1792, passe le 21 septembre, en qualité d'adjoint aux adjudants-généraux, à l'armée du Midi, avec laquelle il fait la campagne de 1792, et est nommé capitaine dans la Légion de la Moselle le 8 décembre de la même année.
Aide-de-camp du général Favart le 8 mars 1793, il sert pendant cette année à l'armée du Nord, est fait chef d'escadron le 3 août suivant, et devient adjudant-général chef d'escadron à l'état major de cette armée le 14 vendémiaire an II. Employé en cette qualité à l'armée des Pyrénées orientales, le 21 pluviôse suivant, il prend une part active aux guerres des ans II, III et partie de l'an IV, contre les Espagnols. Il est blessé d'un éclat d'obus à la jambe gauche à l'affaire d'Escola, où il donne des preuves d'une éclatante bravoure.
Adjudant-général chef de brigade du 4e régiment de hussards en l'an IV, il fait avec ce corps les campagnes des ans IV, V, VI, VII, VIII et IX aux armées de Sambre-et-Meuse, du Danube, de Rhin-et-Moselle et du Rhin. Il est blessé d'un coup de sabre au bras droit à l'affaire de Steinberg en l'an V, lors du passage du Rhin. En garnison à Cambrai pendant les ans X et XI, il sert à l'armée de Hanovre pendant les ans XII et XIII, est créé membre de la Légion d'honneur le 19 frimaire an XII, et devient officier de l'Ordre le 25 prairial suivant.
Promu au grade de général de brigade en l'an XIII (1er février 1805), il est employé près les troupes françaises stationnées dans le royaume de Naples, et passe au commandement d'une brigade de cavalerie de l'armée d'Italie, sous les ordres du maréchal Masséna. C'est en cette qualité qu'il prend part aux campagnes des ans XIII et XIV en Italie, et dans le royaume de Naples. Devenu écuyer du roi Joseph Bonaparte, il est chargé le 1er juin 1807, du commandement de la division de Salerne et d'Avellino, et prend celui de la division des Abruzzes le 9 septembre suivant.
Employé au mois de mai 1808 dans la division du gouvernement de Naples et de la Terre de Labour, il suit le roi Joseph lorsque ce prince quitte le royaume de Naples pour aller prendre possession du trône d'Espagne. Le général Merlin est nommé commandant de la Légion d'honneur le 12 juin 1808, et le 15 août suivant, il devient général de division et capitaine général au service du roi d'Espagne avec l'autorisation de l'Empereur.
Il participe à la tête d'une division de cavalerie à la guerre contre la résistance des espagnols, aidés des anglais en 1809, et notamment aux batailles de Talavera , en juillet 1809, et d'Almonacid, en août 1809. Le 16 août le roi Joseph le nomme capitaine général de ses gardes, néanmoins il conserve le commandement de sa division jusqu'à la fin de cette campagne. Le 18 novembre, la bataille d'Ocaña est la principale défaite espagnole. Les forces de cavalerie française commandées par La Tour-Maubourg, Milhaud et Merlin y ont un rôle décisif.
Le roi Joseph le nomme comte (espagnol) Merlin (en 1810),. Il est également marié le 31 octobre 1809 à une jeune femme aristocrate, née à La Havane, qui est devenue célèbre comme auteure, Maria de las Mercedes Santa Cruz y Montalvo. Elle écrit à propos de leur première rencontre : « Son extérieur me paru froid et sévère ; il me sembla plus homme du Nord que les autres Français ... à mes yeux, peu habituée ... aux teints blancs et aux yeux bleus ; tout cela, sans me déplaire m'en imposa d'abord. Du reste, Merlin était un beau militaire : il portait son uniforme de hussard ... et il le portait à merveille ». Ils ont quatre enfants : Josefa Teresa Ana née en 1812, Francisco Fieudoonné né en 1814, Gonzalo Cristóbal né en 1816 et Annette Elizabeth Joséphine née en 1818.
Après la retraite de l'armée française et le traité de Valençay du 11 décembre 1813, qui en est la conséquence, le général Merlin rentre en France, et s'installe avec son épouse, au 40, rue de Bondy, à Paris. Son épouse y tient un salon littéraire, très connu à l'époque, accueillant de sécrivains et des musiciens. Le général Merlin devient un général de division français, avec rang du 5 janvier 1814. Le 21 du même mois, il est employé au dépôt central de cavalerie de Versailles et désigné le 31, pour prendre le commandement des gardes nationales de Sens, Montereau et Fontainebleau, mais il ne remplit point ces dernières fonctions, et est employé le 11 février dans le 2e corps de cavalerie.
Le 2 mars, le général Ziethen, de l'armée de Silésie, chargé d'une reconnaissance sur May, débouche de Neufchelles et repousse la division Merlin, qui est en position ; mais celle-ci ayant été soutenue par les divisions Ricard et Lagrange et 12 pièces de canon, l'ennemi forcé sur sa gauche à cinq heures du soir, se retire avec beaucoup de peine derrière le corps de Kleist.
Le 13 mars, à la reprise de Reims, la division Merlin, soutenue par les cuirassiers du 1er corps, engage l'action à l'extrême droite, et fait mettre bas les armes à trois bataillons prussiens qui cherchent à gagner le pont de Sillery. Le 14 le général Merlin, avec l'infanterie du corps du maréchal duc de Raguse, marche à la poursuite du corps de Saint-Priest. Le 23 il chasse les cosaques du général Tettenborn, de Vertus qu'ils pillent ; il fait quelques prisonniers et s'empare de 60 voitures de bagages, de 300 chevaux, et de presque tout ce qu'ils venaient de piller et qui est rendu aux habitants.
Après l'abdication de l'Empereur, le gouvernement royal le nomme, au mois de mai, inspecteur général de la cavalerie dans la 5e division militaire, le crée chevalier de Saint-Louis le 19 juillet suivant, et lui confie le 30 décembre l'inspection générale de la cavalerie dans la même division pour l'année 1815.
Napoléon Ier, à son retour de l'île d'Elbe, lui donne par décret du 6 avril le commandement de la 8e division de cavalerie du 5e corps d'observation, devenu armée du Rhin. Le général Merlin se rend à son poste et prend une part active aux combats qui ont lieu pendant cette courte campagne, notamment le 24 juin, à l'attaque des avant-postes français sur la Lauta, où la cavalerie wurtembergeoise est repoussée avec perte ; et le 28 du même mois, à l'affaire qui eut lieu sur la route de Brumpt.
Mis en non-activité au retour des Bourbons, il est chargé de l'inspection générale de la cavalerie dans les 6e et 18e divisions militaires, par décision royale du 25 juillet 1816, et les 18e et 21e divisions par décision royale du 27 avril 1817. Compris dans le cadre de l'état-major général de l'armée le 30 décembre 1818, il est de nouveau nommé inspecteur de cavalerie dans la 2e division militaire le 21 avril 1820, et placé en disponibilité le 1er janvier 1821.
Admis à la retraite par ordonnance du 1er décembre 1824, à compter du 1er janvier 1825, il est relevé de cette position après la révolution de Juillet 1830 et chargé dès le 8 août, de l'inspection générale extraordinaire de la cavalerie du 3e arrondissement. Appelé au commandement de la 7e division militaire (Corse) le 9 septembre suivant, il est chargé de l'inspection générale des troupes d'infanterie de sa division par décision du 13 mars 1831, et mis en disponibilité le 30 décembre de la même année.
Inspecteur général de cavalerie dans la 3e division militaire le 5 juillet 1832, il est nommé membre du comité d'infanterie et de cavalerie le 20 septembre suivant. Louis-Philippe Ier le fait grand officier de la Légion d'honneur le 18 avril 1834, et lui confie l'inspection générale de la cavalerie de la 1re division militaire le 14 juin de la même année. Admis dans le cadre de vétérance, à dater du 27 mai 1836, il passe dans celui de non-activité par suite de l'ordonnance du 28 août suivant.
Il est mort à Paris le 8 mai 1839,.
Son nom est gravé sur le pilier sud de l'arc de triomphe de l'Étoile.